# 桑名水郷花火大会
桑名水郷花火大会（くわなすいごうはなびたいかい）は、7月の最終土曜日に三重県桑名市揖斐川の河畔で開催される花火大会。

## 概要
1934年（昭和9年）、伊勢大橋の完成を記念してはじめられた水郷のまち桑名ならではの花火大会。揖斐川の長さ、幅、深さを生かし中州から打ち上げられる数千発のスターマインをはじめ、 水中花火、ナイアガラ、東海地区最大級の二尺玉花火の大音響とその広がりは、 揖斐川河畔の群集の頭上へ降り注ぐような大迫力である。

## 打ち上げ数
- 約10,000発(2011年9,000発/2012年10,000発) 2尺玉16発（昨年と同数）

## 会場
- 三重県桑名市揖斐川河畔

## アクセス
- JR・近鉄・養老鉄道 桑名駅東口より徒歩約18分。